# كوت العمارة (مسلسل)
مهمتشيك (بالتركية: Mehmetçik)‏ أو مسلسل كوت العمارة (بالتركية: Kut'ül Amare)‏، هو مسلسل تاريخي تركي بدأ عرضه في 18 يناير عام 2018م من تأليف محمد بوزداغ، ويدور حول دور الجنود العثمانيين في معركة حصار الكوت والمعركة الشهيرة بين البريطانيين والعثمانيين في مدينة الكوت (محافظة واسط) جنوبي شرق بغداد في العراق خلال الحرب العالمية الأولى والتي هُزم فيها الجيش الانكليزي أمام الجيش العثماني. 
المسلسل عن الانتصار العثماني في معركة كوت العمارة، وهو آخر ملحمة تركتها الدولة العثمانية إلى وريثتها دولة تركيا.
يدور المسلسل حول شخصية «محمد» الذي يرمز لأفراد الجيش العثماني، ويركز المسلسل عليه في كل لحظة من خلال الإثارة والحركة والعاطفة العميقة للدولة العثمانية. بالإضافة إلى ذلك، في حين يقدم محمد حياته للبلاد، ستحبه زينب العربية التي قد ترمز للعرب.

## الخلفية التاريخية

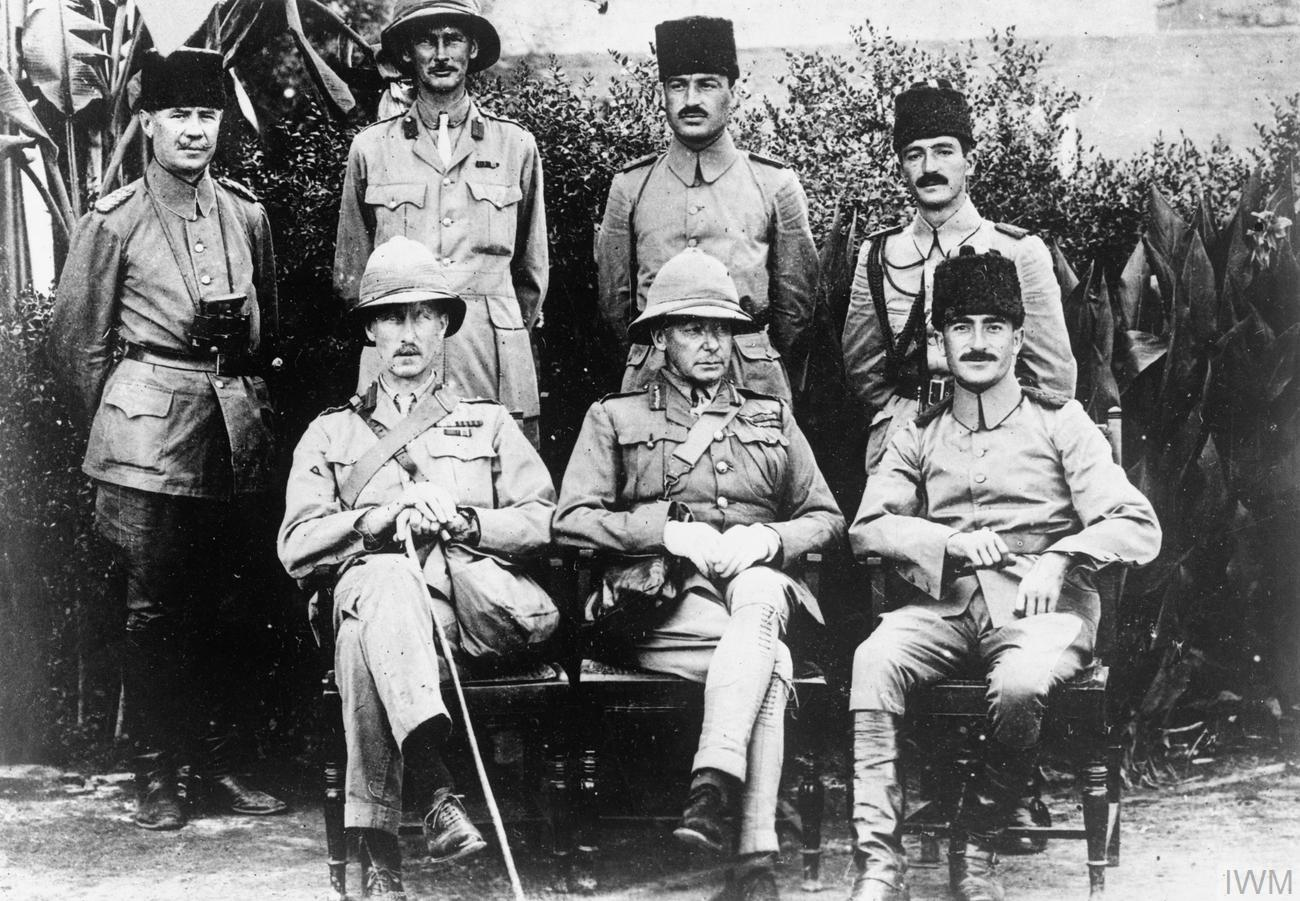
خليل باشا والجنرال تاونشند بعد معركة كوت العمارة

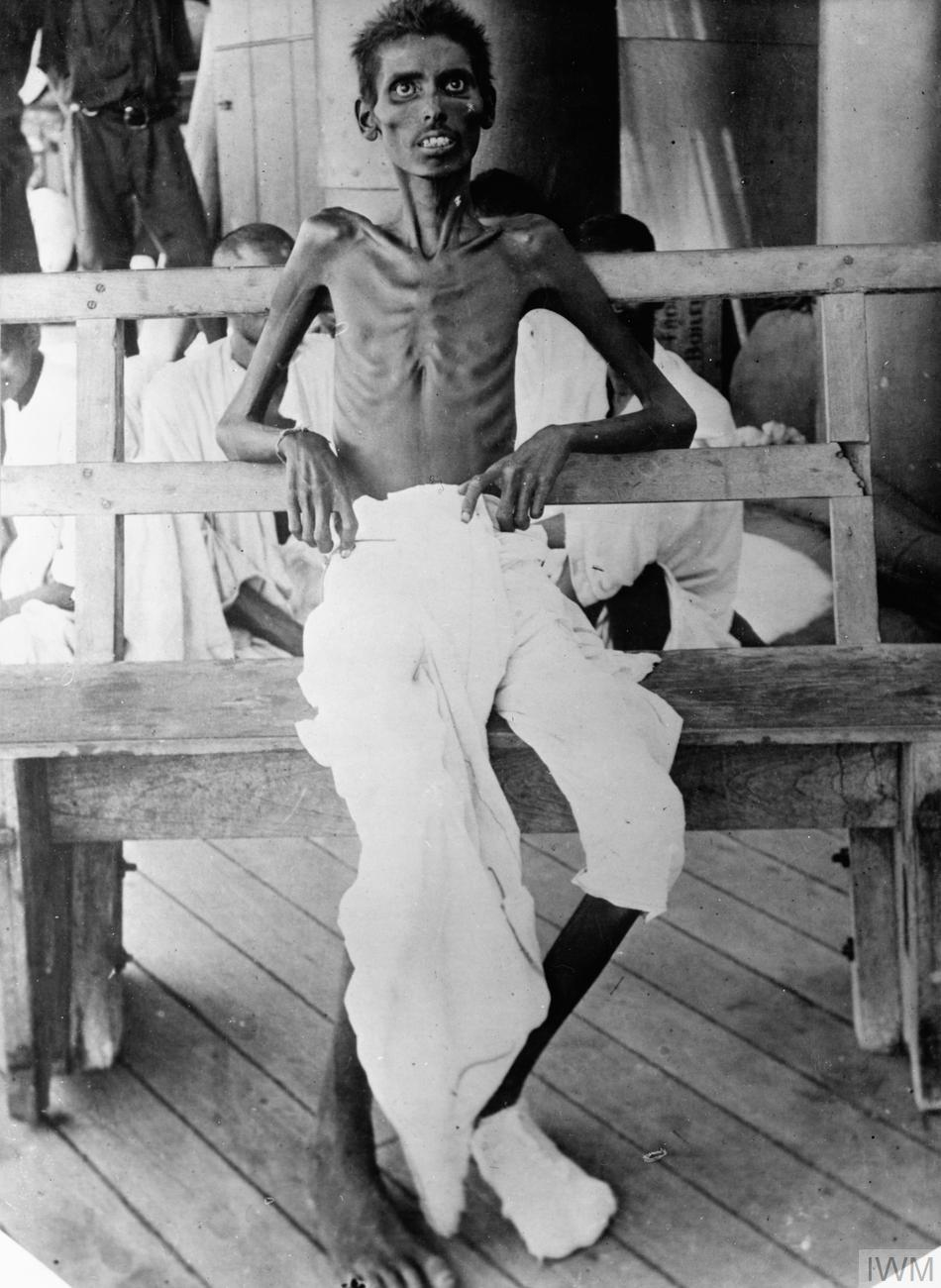
جندي هندي يعاني من هزال عقب معركة كوت العمارة.

معركة كوت العمارة وحصار الكوت واحدة من أكبر معارك الحرب العالمية الأولى وأكبر انتصار حققه العثمانيون بعد معركة «جناق قلعة» (بالتركية: Çanakkale)‏ المعروفة أيضا باسم «حملة جاليبولي»، في الحرب العالمية.
تُعتبر معركة كوت العمارة هزيمة كبيرة للإنكليز، وصفتها المؤرخة الويلزية «جان موريس» (Jan Morris) بأنها «الاستسلام الأكثر إذلالا في تاريخ بريطانيا العسكري» (the most abject capitulation in Britain's military history)،  إذ أن الإنجليز أُجبروا على الاستسلام كلياً للجيش العثماني بصورة مهينة حيث حاولوا دفع الأموال الطائلة للعثمانيين حتى يفكوا الحصار عنهم في الكوت، ولكن العثمانيين رفضوا بشدة، فعرض الإنكليز «مليونَي جنيه استرليني» (تكافئ 150 مليون جنية استرليني بأسعار عام 2016)  مقابل السماح لهم بالتوجه إلى الهند والتعهد بعدم محاربة العثمانيين ولكن «أنور باشا» رفض ذلك قطعيا. وصل الحال بالجنود الإنكليز أن أكلوا القطط والكلاب أثناء الحصار. وعندما أرسل الإنكليز سفينة محملة بمئات الأطنان من مواد الإعاشة إلى الكوت، وصلت أخبار السفينة إلى جواسيس العثمانيين، وأطلق حراس الشاطئ النار بكثافة عليها ووقعت السفينة بأيدي الجنود العثمانيين، وعندها استسلمت القوات البريطانية بقيادة الجنرال سير «تشارلز فيري فيريرز تاونشند» (بالإنجليزية: Charles Vere Ferrers Townshend)‏ في 26 أبريل 1916م دون قيد أو شرط لخليل باشا قائد الجيش العثماني.
تمت إقالة كل من الجنرال «ليك» والجنرال «كورينج» من القيادة بعد هذه الخسارة المخزية.

## القصة
تدور أحداث مسلسل كوت العمارة حول قصة «محمد» وأصدقاؤه في الدولة العثمانية التي دخلت الحرب العالمية الأولى، وحلمه الوحيد هو بانتصار الدولة وخلاصها، ولا يوجد أكثر من حبه للدولة العثمانية في قلبه.
لا يتردد «محمد» الدارس بدار الفنون في إظهار أي نوع من التضحية والجهد لوطنه. لهذا الغرض، يتطوع للعمل في الطابور العثماني (كتيبة الجنود) تحت إمرة القائد «سليمان العسكري» بك، الذي يختار الجنود الأكثر قدرة، ويكافح «محمد» كفاحاً كبيراً للقبول بالجيش العثماني والالتحاق به.
تُظهر حلقات المسلسل صراعًا كبيرًا لمحمد في البلاد العربية بالعراق مع الجيش العثماني تحت كتيبة «سليمان العسكري»، ويُصبح بطلا عظيما يخرب ألاعيب وخطط الجيش الإنجليزي لكي تُصنع ملحمة النصر في كوت العمارة.
يظهر جنود أبطال آخرون من الجيش العثماني في تلاحم وثيق مع «محمد».

## الرمزية في المسلسل
في المسلسل، ترمز «زينب» للعرب العثمانيين ويرمز «محمد» للأتراك العثمانيين، ففي الحلقة 18 بعدما تم عقد زواجهما، جاء على لسان السيد «عمر» الذي يرمز لقبائل العرب في العراق التي ساندت دولة الخلافة العثمانية في الحرب العالمية الأولى، في تهنئته بهذا الزواج، قال: «بلادنا (أي العرب) تُعطي فتاة (زوجة) هذه الليلة (ليلة العرس بين محمد وزينب أو اتحاد العرب والترك)، إلى يد الأناضول (وهي إشارة إلى العثمانيين الذين انطلقوا من الأناضول) إلى إسطنبول (عاصمة الخلافة العثمانية) إلى جندي تركي. هذه الليلة هي ليلة الشرف (عزة العرب والأتراك باتحادهما معا تحت ظل الدولة العلية العثمانية)».

## الموسم الثاني
بدأ الموسم الثاني للمسلسل في أكتوبر 2018م، وجاء تحت اسم «كوت العمارة - النصر المبارك» أو «الظَفَر المُبَارَك» (بالتركية: Mehmetçik Kutlu Zafer)‏.
يحكي الجزء الثاني الأحداث بعد احتلال الإنكليز لمدينة «كوت العمارة».

## المخرج والممثلون
كُوتُ الْعَمَارَة مُسَلْسَل جديد للمؤلف محمد بوزداغ، ويشترك فيه مجموعة مِنَ الْفَنَّانين الْكِبَارَ الَّذِيْنَ قَام بعضهم بِأداء أدوار سَابقة في «مسلسل قيامة أرطغرل» الَّذِيّ لقي نجاحا كبيرا، مثل:
1. النجم «سَردَار غوكخان» الَّذِيّ يقوم بدور «خُسرَو»، وَقَد قَام بدور «سُلَيْمَان شَاه» بمسلسل قيامة أرطغرل.
2. «كعان تاشانر» بطل العمل الَّذِيّ يقوم بدور «سليمان العسكري»، وَقَد قَام بدور «غُنْدُوغدُو» بمسلسل قيامة أرطغرل.
3. «خَاقَان وَانلِيّ» الَّذِيّ يقوم بدور «الشريف نَجَّار»، وَقَد قَام بدور «كُورت أُوغلُو» بمسلسل قيامة أرطغرل.
4. «إيلكر أكسوم» الَّذِيّ يقوم بدور «كوكس» وَقَد قَام بدور «دراغوس / زَانغُوج» بمسلسل قيامة أرطغرل.

### الممثلون
- «إِسمَاعِيْل أَغَة شَاشمَاز» بدور «محمد» (İsmail Ege Şaşmaz)
- «إِسمَاعِيْل حَاجِيّ أُوغلُو» بدور «عَلِيّ - محمد الأُسكُبِيّ» (Ismail Hacioglu)
- «كعان طاشانر» بدور «سليمان العسكري» (Kaan Tasaner)
- «إيلكر أكسوم» بدور «كُوكس» (İlker Aksum)
- «أوغور قَارَابُولُوط» بدور «نِيَازِيّ» (Uğur Karabulut)
- «إيفا ديفودا» بدور «فيكتوريا» (Eva Dedova)
- «إِسمَاعِيْل حَقِّيّ» بدور «مَولُد جَاوُوش» (MEVLÜT)
- «سَمِيْح إيرتورك» بدور «سَعِيْد» (Semih Ertürk)
- «أوزجو قَايَا» بدور «زَيْنَب» (Özgü Kaya)
- «غَامزَة أوزتشليك» بدور «اليزابيث» (Gamze Özçelik)
- «سَردَار غُوكخَان» بدور «خُسرَو» (Serdar Gökhan)
- «أَمرَة بَاسَر» بدور «شَفِيْق» (Emre Baser)
- «بولات بيلجن» بدور «جَمِيْل» (Polat Bilgin)
- «خَاقَان وَانلِيّ» بدور «الشريف نَجَّار» (Hakan Vanli)
- «ييجيت أُوجَان» بدور «شَامِل» (Yigit Ucan)
- «بِيْرَاند طُونجَا» بدور «وِيْلسُون» (Birand Tunca)
- «سَرقَان أَرجَان» بدور «أَنوَر بَاشَا» (Serkan Ercan)

## روابط خارجية
- صفحة المسلسل على قناة TRT.